# Micrurus fulvius
Micrurus fulvius es una especie de elápido venenoso que se encuentra solamente en el sudeste de Estados Unidos y el noreste de México. No debe confundirse con una especie inofensiva que se mimetiza con ella, la serpiente escarlata  (Cemophora coccinea) y la serpiente escarlata real (Lampropeltis triangulum elapsoides). No hay subespecies reconocidas actualmente.

## Descripción
Generalmente mide menos de 80 cm de longitud, con máximos de longitud reportados de  121,8 cm para un espécimen en Florida (Niell, 1958) y 129,5 cm (Roze, 1996). Los machos tienen la cola más larga que las hembras, pero éstas alcanzan una longitud total mayor a la de los machos.
Las escamas dorsales son lisas en 15 filas. El número de escamas ventrales es de 197-217 en machos y 219-233 en las hembras. Hay 40-47 subcaudales en machos y 30-37 en hembras. El plato anal se encuentra dividido.
El patrón de color consiste de una serie de anillos que circundan el cuerpo: anillos rojos anchos y negros separados por angostos anillos amarillos. La cabeza es negra desde el rostro  hasta detrás de los ojos. Los anillos rojos usualmente son con puntos negros.

## Nombres comunes
Serpiente de coral oriental, Cobra americana, palito de caramelo, serpiente de coral común, serpiente coral, serpiente Elaps arlequín, serpiente coral de Florida, serpiente de liga, serpiente coral arlequín, serpiente real o rey, serpiente coral de norteamericana, serpiente grano rojo, serpiente del trueno y relámpago, serpiente-coralillo arlequín (Castellano). más.

## Distribución geográfica
Sudeste de Estados Unidos. Sudeste de Carolina del Norte Sur cruzando Carolina del Sur y península de Florida, y hacia el Oeste cruzando el sur de  Georgia, Alabama y Misisipi al Sudeste de Luisiana. Puede ser encontrada a altitudes desde cerca del nivel del mar hasta los 400 metros aproximadamente.

## Hábitat
Se encuentra en altiplanicies mesofíticas y densas zonas selváticas tropicales cubiertas de arbustos y vides  (hamacas) en Florida, como así también en claros en bosques, ¿pinos altos?, arbustales de robles y hamacas de robles vivos, zonas de Pinus elliottii (pine slash: Pinus elliottii es una especie de pino de costas pantanosas de Estados Unidos) y wiregrass flatwoods. En Georgia meridional y Florida se encuentra en áreas secas con tierras abiertas que son arbustivas pero no densamente cubiertas de vegetación. Asociadas con cantos arenosos en Misisipi y fondos arenosos de cauces en Luisiana.

## Alimentación
Se alimenta de pequeñas serpientes y lagartos.

## Reproducción
Se ha informado que ponen 3-12 huevos en junio y emergen del huevo en septiembre. Las crías miden 18-23 cm de longitud.

## Veneno
Únicamente dos casos fatales documentados se han atribuido a esta especie en los años 50 y no se ha informado de ninguno desde que está disponible el antiveneno antiveneno Wyeth para las mordeduras de esta especie desde los años 60 . No contribuye mucho a la cantidad de mordeduras de serpiente en Estados Unidos debido a su la naturaleza secretiva de su veneno y su rechazo a morder (el potencial del veneno estaba siendo aún  debatido en los años 80). Además, se estima que el envenenamiento ocurre en sólo el 40% de todas las mordeduras. Históricamente, sin embargo, la tasa de mortalidad ha sido estimada en alrededor del 10-20%, con muertes que ocurren en tan poco como  1-2 horas, o como máximo 26 horas después de la mordedura. Esto no es sorprendente, dado que la DL100 para humanos se estima que es  4-5 mg veneno seco, mientras que la entrega promedio de veneno es de 2-6 mg con máximos de más de 12 mg. Esto es probablemente  porque los procedimientos estándar  actuales en los hospitales de Estados Unidos  comienzan con terapia de antiveneno para mordedura de coral  aun cuando todavía no haya síntomas (dado que puede no haber ningún síntoma notable localizado).